# Campsall
Campsall – wieś w Anglii, w South Yorkshire, w dystrykcie metropolitalnym Doncaster. Leży 11,5 km od miasta Doncaster, 32,4 km od miasta Sheffield i 245,7 km od Londynu. W 2001 miejscowość liczyła 1997 mieszkańców. W 1931 roku civil parish liczyła 260 mieszkańców. Campsall jest wspomniana w Domesday Book (1086) jako Cansale.